# (1146) Biarmie
(1146) Biarmie (désignation internationale (1146) Biarmia) est un astéroïde de la ceinture principale, découvert par Grigori Néouïmine le 7 mai 1929. Sa désignation temporaire est 1929 JF.

## Découverte et nommage
Il a été découvert par Grigory Nikolaevich Neujmin le 7 mai 1929.
Il a été nommé d'après le pays légendaire de Biarmie au nord de la Russie, près de la frontière avec la Finlande.

## Sources

## Compléments